# Волна зарядовой плотности
Волна зарядовой плотности (ВЗП) — это периодическое изменение плотности квантовой электронной жидкости и ионов остова металла, часто наблюдаемых в слоистых или линейных кристаллах. Электроны внутри ВЗП формируют стоячую волну и иногда могут вызывать электрический ток. Электроны в такой ВЗП, наподобие электронов в сверхпроводниках, могут распространяться в одномерной среде с высокой степенью корреляции. Однако, в отличие от сверхпроводника, электрический ток ВЗП часто течёт скачками, как вода, капающая из крана, из-за своих электростатических свойств. В ВЗП комбинированные эффекты закрепления (из-за примесей) и электростатических взаимодействий (из-за полных электрических зарядов любых кинков ВЗП), вероятно, играют критическую роль в скачкообразном поведении тока ВЗП, как обсуждается в разделах ниже.
Большинство ВЗП в металлических кристаллах формируются из-за проявление квантово-механического дуализма волна-частица — в результате чего плотность электронного заряда становится модулированной в пространстве. Эта стоячая волна влияет на каждую электронную волновую функцию и создаётся путём объединения электронных состояний или волновых функций с противоположными импульсами. Эффект отчасти аналогичен стоячей волне в гитарной струне, которую можно рассматривать как комбинацию двух интерферирующих бегущих волн, движущихся в противоположных направлениях.
ВЗП сопровождается периодической деформацией — по сути сверхрешёткой — атомной решетки. Металлические кристаллы выглядят как тонкие блестящие ленты (например, квазиодномерные кристаллы NbSe3) или блестящие плоские листы (например, квазидвумерные кристаллы 1T-TaS2). Существование ВЗП было впервые предсказано в 1930-х годах Рудольфом Пайерлсом. Он показал, что одномерный металл будет неустойчив к образованию энергетических щелей при фермиевских волновых векторах ±kF, которые уменьшают энергии заполненных электронных состояний при ±kF по сравнению с их исходной энергией Ферми EF. Температура, ниже которой образуются такие зоны, известна как температура перехода Пайерлса, TP.
Спины электронов также модулируются в пространстве, образуя стоячую спиновую волну в волне спиновой плотности (ВСП). ВСП можно рассматривать как две ВЗП для поддиапазонов со спином вверх и вниз, модуляция заряда которых сдвинута по фазе на 180°.

## Модель сверхпроводимости Фрёлиха
В 1954 году Герберт Фрёлих предложил микроскопическую теорию, в которой энергетические щели при ±kF образовывались бы ниже температуры перехода в результате взаимодействия между электронами и фононами с волновым вектором Q = 2kF. Проводимость при высоких температурах имеет металлический вид в квазиодномерном проводнике, поверхность Ферми которого состоит из довольно плоских поверхностей, перпендикулярных выделенному направлению при ±kF. Электроны вблизи поверхности Ферми сильно взаимодействуют с фононами с нестинговым волновым числом Q = 2kF. Таким образом, 2kF мода смягчается в результате электрон-фононного взаимодействия. Частота 2kF фононной моды уменьшается с понижением температуры и стремится к нулю при температуре перехода Пайерлса. Поскольку фононы являются бозонами, эта мода заполняется макроскопическим числом частиц при более низких температурах и проявляется в статическом периодическом искажении решётки. При этом образуется электронная ВЗП и открывается пайерлсовская щель при ±kF. Ниже температуры перехода Пайерлса полная зона Пайерлса приводит к термически активированному поведению проводимости из-за нормальных неконденсированных электронов.
Однако ВЗП, длина волны которой несоизмерима с постоянной атомной решётки, то есть где длина волны ВЗП не является целым числом, кратным постоянной решётки, не будет обладать предпочтительного положения или фазы φ при модуляции заряда ρ0 + ρ1 cos[2kFx — φ]. Таким образом, Фрёлих предположил, что ВЗП может перемещаться и, более того, что зоны Пайерлса будут перемещаться в импульсном пространстве вместе со всем морем Ферми, что приведёт к возникновению электрического тока, пропорциональному dφ/dt. Однако, как обсуждается в последующих разделах, даже несоразмерная ВЗП не может свободно перемещаться, а запиннингована примесями. Более того, взаимодействие с нормальными носителями приводит к диссипативному переносу, в отличие от сверхпроводника.

## ВЗП в квазидвумерных слоистых материалах
Несколько квазидвумерных систем, включая слоистые дихалькогениды претерпевают переходы Пайерлса с образованием квазидвумерных ВЗП. Они являются результатом множественных нестинговых волновых векторов, связывающих разные плоские области поверхностей Ферми. Модуляция плотности заряда может образовывать сотовую решётку с гексагональной симметрией или шахматную доску. Сопутствующее периодическое смещение решётки сопровождает ВЗП и непосредственно наблюдалось в 1T-TaS2 с помощью криогенной электронной микроскопии. В 2012 году сообщалось о наличии конкурирующих зарождающихся фаз ВЗП и сверхпроводимости в слоистых купратных высокотемпературных сверхпроводников, таких как YBCO.

## Движение ВЗП в одномерных соединениях
Ранние исследования квазиодномерных проводников были мотивированы предсказанной в 1964 году сверхпроводимостью с высокой критической температурой T c в определённых типах полимерных соединений. Теория была основана на идее, что спаривание электронов в теории сверхпроводимости может возникать при взаимодействии проводящих электронов в одной цепи с непроводящими электронами в некоторых боковых цепях. В теории Бардина — Купера — Шриффера спаривание электронов обеспечивается фононами. Поскольку лёгкие электроны вместо тяжёлых ионов привели бы к образованию куперовских пар, их характерная частота и, следовательно, масштаб энергии и Tc повысятся. Органические материалы, такие как TTF-TCNQ, исследовались и теоретически изучались в 1970-х годах. Было обнаружено, что они претерпевают переход металл-диэлектрик, а не проявляют сверхпроводимость. В конце концов было установлено, что такие эксперименты представляют собой первые наблюдения перехода Пайерлса.
Первое свидетельство переноса тока посредством ВЗП в неорганических соединениях с линейной цепью, таких как трихалькогениды переходных металлов, было сообщено в 1976 году, где наблюдали повышенную электрическую проводимость при повышенных электрических полях в NbSe3. Сначала нелинейный вклад в электрическую проводимость σ в зависимости от электрического поля E объяснялся туннельной характеристикой Ландау — Зинера ~exp[-E0/E] (см. Формулу Ландау — Зинера), но вскоре выяснилось, что характеристическое электрическое поле Зинера E0 оказалось слишком мало, чтобы вызывать зинеровское туннелирование нормальных электронов через пайерлсовскую зону. Последующие эксперименты показали, что существует резкое пороговое электрическое поле, а также пики в спектре шума (узкополосный шум), основная частота которого зависит от тока ВЗП. Эти и другие эксперименты подтвердили, что ВЗП коллективно переносит электрический ток скачкообразным образом при превышении пороговой величины электрического поля.

## Классические модели депиннинга ВЗП
Соединения с линейной структурой, демонстрирующие движении ВЗП, имеют длины волн ВЗП λcdw=π/kF, несоизмеримые с постоянной решетки. В таких материалах пиннинг обусловлен примесями, которые нарушают трансляционную симметрию ВЗП относительно φ[уточнить]. В простейшей модели пиннинг рассматривается как потенциал синус-Гордона вида u(φ)=u0 [1-cosφ], в то время как электрическое поле наклоняет периодический потенциал пиннинга до тех пор, пока фаза не сможет проскользнуть через барьер над классическим депиннинговым полем. Эта картина известна как модель осциллятора с сильным затуханием, поскольку она также моделирует отклик затухающей ВЗП на колебательные (переменные) электрические поля и учитывает масштабирование узкополосного шума с током ВЗП выше порогового значения.
Однако, поскольку примеси распределены по кристаллу случайным образом, более реалистичная картина должна учитывать изменения оптимальной фазы ВЗП φ с положением — по сути, модифицированная картина синус-Гордона с неупорядоченным потенциалом «стиральной» доски. Это сделано в модели Фукуямы — Ли — Райса (ФЛР), в которой ВЗП минимизирует свою полную энергию за счёт оптимизации энергии упругой деформации из-за пространственных градиентов φ и энергии пиннинга. Два ограничения, которые возникают из модели ФЛР, включают слабый пиннинг, обычно изоэлектронных примесей, где оптимальная фаза распределена по множеству примесей, а поле депиннинга масштабируется как ni2 (ni — концентрация примеси) и сильный пиннинг, где каждая примесь является достаточно сильной, чтобы закрепить фазу ВЗП, и поле депиннинга линейно масштабируется с ni. Варианты этой модели включают численное моделирование, учитывающее случайные распределения примесей (модель случайного пиннинга).

## Квантовые модели движения ВЗП
Ранние квантовые модели включали модель создания солитонных пар Маки и предположение Джона Бардина о том, что конденсированные электроны ВЗП когерентно туннелируют через крошечную пиннинговую щель фиксированную на уровне ±kF, в отличие от пайерлсовской зоны. Теория Маки не описывала существование резкого порогового поля, и Бардин дал только феноменологическую интерпретацию порогового поля. Однако в статье Крива и Рожавского от 1985 года указано, что зародившиеся солитоны и антисолитоны с зарядом ±q создают внутреннее электрическое поле E*, пропорциональное q/ε. Электростатическая энергия (1/2)ε[E±E*]2 предотвращает туннелирование солитонов при приложенных полях E ниже порогового значения ET=E*/2 без нарушения закона сохранения энергии. Хотя этот порог кулоновской блокады может быть намного меньше классического поля депиннинга, он показывает такое же масштабирование с концентрацией примеси, поскольку как поляризуемость ВЗП, так и диэлектрический отклик ε изменяются обратно пропорционально силе пиннинга.
Основываясь на этой картине, а также на статье 2000 года о коррелированном по времени туннелировании солитонов более поздняя квантовая модель использует джозефсоновскую связь (см. Эффект Джозефсона) между комплексными параметрами порядка, связанными с зародившимися каплями заряженных солитонных дислокаций на многих параллельных цепочках. Вслед за Ричардом Фейнманом в лекциях Фейнмана по физике, том 3 гл. 21 их эволюция во времени описывается с помощью уравнения Шрёдингера, как появляющегося в задаче классического уравнения. Узкополосный шум и связанные с ним явления возникают в результате периодического накопления энергии электростатического заряда и, таким образом, не зависят от детальной формы пиннинга потенциала стиральной доски. И порог создания солитонной пары, и более высокое классическое поле депиннинга вытекают из модели, которая рассматривает ВЗП как липкую квантовую жидкость (англ. sticky quantum fluid) или деформируемое квантовое твёрдое тело с дислокациями, концепция, обсужденная Филипом Уорреном Андерсоном.

## Квантовые интерференционные эффекты Ааронова — Бома
Первое свидетельство явлений, связанных с эффектом Ааронова — Бома в ВЗП, было сообщено в статье 1997 года, которая описывала эксперименты, показывающие колебания с периодом h/2e ВЗП проводимости (не нормальной электронной) в зависимости от магнитного потока через столбчатые дефекты в NbSe3. Более поздние эксперименты, в том числе некоторые из них, опубликованные в 2012 году показывают колебания тока ВЗП в зависимости от магнитного потока с доминирующим периодом h/2e через кольца TaS3 до 13 мкм в диаметре при температуре более 77 К. Это поведение аналогично поведению сверхпроводящих устройств (см. СКВИД), что подтверждает идею о том, что перенос электронов в ВЗП имеет фундаментально квантовую природу.